# Anna Vock
Anna Vock, auch bekannt unter dem Pseudonym Mammina (* 13. Januar 1885 in Anglikon; † 14. Dezember 1962 in Zürich), war eine Schweizer Aktivistin der ersten Lesbenbewegung.

## Leben
Über Vocks Herkunft und Lebensweg vor den 1930er Jahren ist nichts bekannt. Um 1932 lässt sie sich als Bürokraft in Zürich nachweisen. Im selben Jahr traf sie bei der Gründung des lesbischen "Damenklub Amicitia" in Zürich auf die Initiatorin Laura Thoma. Während diese Präsidentin des neuen Klubs wurde, agierte Vock als Protokollführerin. Ihre über viele Jahre hinweg ausführlich und detailgetreu geführten Mitschriften sind heute bedeutsame Quellen zur ersten Lesbenbewegung der Schweiz.
Bei der ab Januar 1932 durch Thoma und Bambula verlegten Zeitschrift Das Freundschaftsbanner übernahm sie ab der Umbenennung in "Schweizerisches Freundschaftsbanner" 1933 die Aufgabe der Herausgeberin und Verlegerin. Als sich die Zeitschrift in den 1930er Jahren vernehmlich in den Kampf um die Straffreiheit der Homosexualität im Rahmen eines neuen Strafgesetzbuches einschaltete, wurde sie durch zeitgenössische Boulevardblätter ("Guggu", "Scheinwerfer") geoutet, verlor wiederholt ihre Arbeitsstelle und wurde mehrfach festgenommen.
Dessen ungeachtet füllte Vock diese Position bis 1942 aus, als die Zeitschrift sukzessive alle weiblichen Abonnentinnen verlor. Die damit einhergehende finanzielle Krise nutzte Karl Meier, bekannt als "Rolf", um die Zeitschrift zu übernehmen und zu einem dezidiert homophilen Magazin umzubauen. Unter dem neuen Namen Der Kreis war sie bis 1967 das international führende homophile Magazin.
Vock nahm ihr Ausscheiden aus der aktivistischen Rolle durchaus schwer, blieb der Bewegung und dem Kreis aber weiter eng verbunden. Unter ihrem ehemaligen Pseudonym "Mammina" war sie in der Homophilenbewegung eine weiter rezipierte lesbische Figur, obwohl sie nicht mehr aktivistisch tätig war. Am 14. Dezember 1962 starb sie in Zürich.